# Dance Tonight
«Dance Tonight» es una canción compuesta por el músico británico Paul McCartney y la canción de apertura de su álbum de 2007 Memory Almost Full. La canción fue publicada como un sencillo descargable en el Reino Unido el 18 de junio de 2007, coincidiendo con el cumpleaños 65 de McCartney. Una semana después, la canción debutó en el número 34 en el UK Singles Chart. El sencillo del Reino Unido se publicó también como una imagen de disco que viene en un estuche de plástico con un inserto de cartón. El 1 de julio, la canción alcanzó el número 26 en las listas británicas. La canción también fue nominada a la mejor interpretación vocal pop masculina en los premios Grammy de 2008.
En los Estados Unidos fue lanzado como el segundo sencillo. La canción también debutó en el Hot 100 de Billboard en el número 69.
McCartney interpretó la canción en vivo a dúo con la cantante australiana Kylie Minogue en el especial de televisión de fin de año de 2007 de Jools Holland, Hootenanny.

## Vídeo musical
Un vídeo musical para la canción fue dirigido por Michel Gondry y cuenta con Natalie Portman y Mackenzie Crook. Inicia con un cartero (Crook) que entrega una mandolina para zurdos a McCartney. Le invita al cartero una taza de té, luego abre el paquete revelando la mandolina. Tan pronto como McCartney empieza a tocar la canción, un fantasma (Portman) emerge de la caja y empieza a bailar. Más fantasmas vestidos de forma extravagante surgen de otros lugares (un cajón abierto, la chimenea, la lavadora, etc) y bailan alrededor de McCartney, mientras que él toca y canta en varios cuartos. Los fantasmas también juegan malas pasadas al cartero, flotando a su alrededor y haciéndolo levitar, lo que le asusta y le hace salir de la casa. Durante el segundo al último verso de la canción, Portman roba la mandolina de McCartney, lo que invierte la situación, haciendo que ella cobre vida mientras convierte a McCartney en un fantasma. Él la persigue y a los otros fantasmas, hasta que entra en el paquete, arrastrando a McCartney con ella también. A medida que la canción termina, el mundo de los fantasmas (en el paquete) se revela como una fiesta salvaje, donde todos los fantasmas, ahora llenos de vida, tienen mucha diversión (el cartero está ahí), mientras que McCartney toca el bajo, acompañado por un baterista (Gondry). La escena final del video es de la camioneta del cartero, abandonada y vacía en el camino. El video fue publicado en exclusiva en YouTube el 22 de mayo de 2007. Está disponible en la compilación de DVD Michel Gondry 2: More Videos (Before and After DVD 1) y en edición Deluxe CD/DVD del álbum de McCartney Memory Almost Full.
La mandolina para zurdos usada en la canción, que se muestra entregada por correo en el vídeo musical, fue comprado por McCartney en una tienda de guitarras que él frecuenta en Londres. Cada vez que iba a tocar la mandolina, su hija de tres años de edad, Beatriz, se trasladó a la danza, después de lo cual McCartney declaró que la canción "se escribió por sí misma". Fue la última canción grabada para el álbum, y fue incluido en el álbum en el último minuto.
La canción también está incluida en una publicidad de iPod + iTunes con McCartney en blanco y negro caminando por una calle colorida y animada mientras interpreta la canción. Se vio frecuentemente en airplay en el verano de 2007.

## Lista de canciones
Originalmente, el sencillo fue para ser publicado simultáneamente a través de descarga, 7" y CD, pero el lanzamiento fue reducido a sólo una descarga el 18 de junio de 2007. Según el sitio web oficial del álbum, una imagen de disco de 7" sería lanzado en el Reino Unido el 23 de julio de 2007, mientras que el CD sería lanzado a nivel internacional en una fecha que se anunciaría oportunamente. La canción se arregló para alcanzar las listas en los Estados Unidos, a pesar de no ser publicado en cualquier forma ahí, a excepción de una versión acústica disponible en iTunes desde el número doble de Summer of Love 1967 de la revista Rolling Stone.
- CD Internacional
  1. "Dance Tonight"
  2. "Nod Your Head" (Sly David Short mix)

  - Esta mezcla de pista de álbum "Nod Your Head" presenta una producción adicional por Sly Dunbar y las voces de Lady Saw, Sizzla y Cherine.[1]

## Posición en listas
| Lista (2007)                     | Mejor posición |
| -------------------------------- | -------------- |
| UK Singles Chart                 | 26             |
| U.S. Billboard Hot Digital Songs | 46             |
| U.S. Billboard Pop 100           | 58             |
| U.S. Billboard Hot 100           | 59             |

## Personal
- Paul McCartney - Voz, mandolina, batería, percusión, guitarra líder, bajo eléctrico, teclado.